# Scacco alla follia
Scacco alla follia (Schachnovelle) è un film del 1960 diretto da Gerd Oswald.